# NGC 2434
NGC 2434 is een elliptisch sterrenstelsel in het sterrenbeeld Vliegende Vis. Het hemelobject werd op 4 december 1834 ontdekt door de Britse astronoom John Herschel.

## Synoniemen
- ESO 59-5
- PGC 21325